# Nyoria Husainpur
Nyoria Husainpur es un pueblo y nagar Panchayat situado en el distrito de Pilibhit en el estado de Uttar Pradesh (India). Su población es de 21812 habitantes (2011). 

## Demografía
Según el censo de 2011 la población de Nyoria Husainpur era de 21812 habitantes, de los cuales 11274 eran hombres y 10538 eran mujeres. Nyoria Husainpur tiene una tasa media de alfabetización del 36,09%, inferior a la media estatal del 67,68%: la alfabetización masculina es del 44,94%, y la alfabetización femenina del 26,66%.